# Кумстат, Петр
Петр Кумстат (чеш. Petr Kumstát; 19 ноября 1981, Простеёв, Чехословакия) — чешский хоккеист, нападающий. Чемпион Чехии 2009 года. 

## Карьера
Петр Кумстат является воспитанником клуба «Простеёв». В Экстралиге дебютировал за «Знойемшти Орли». В 2003 году перешёл в «Карловы Вары», в составе которого в 2009 году стал чемпионом Чехии. В 2012 году стал лучшим снайпером Экстралиги, забросив 27 шайб в 52 матчах. С сезона 2013/14 играл за пражскую «Спарту». После окончания сезона 2018/19 завершил игровую карьеру.

## Достижения

### Командные
Чемпион Экстралиги 2009
 Серебряный призёр Экстралиги 2008 и 2016
 Финалист Лиги чемпионов 2017
 Бронзовый призёр Экстралиги 2014

### Личные
- Лучший снайпер Экстралиги 2012 (27 шайб)

## Статистика
- Чешская экстралига — 983 игры, 572 очка (290+282)
- Сборная Чехии — 28 игр, 11 очков (6+5)
- Лига чемпионов — 28 игр, 14 очков (5+9)
- Европейский трофей — 8 игр, 4 очка (1+3)
- Кубок Шпенглера — 7 игр, 4 очка (1+3)
- Чешская первая лига — 6 игр, 5 очков (2+3)
- Всего за карьеру — 1060 игр, 610 очков (305+305)